# Friedrich Schlegel
Karl Wilhelm Friedrich von Schlegel (10. března 1772 Hannover – 11. ledna 1829 Drážďany) byl německý filozof kultury, literární kritik, literární historik a překladatel. Bývá považován za spoluzakladatele romantismu v německé literatuře. Neproslavil se však svými literárními díly, ale svými teoretickými osnovami.
Společně se svým bratrem Augustem Wilhelmem vydával časopis Athenaeum.

## Vyznamenání
- rytíř Nejvyššího řádu Kristova (Vatikán)

## Dílo
- Über das Studium der griechischen Poesie, 1797
- Kritische Fragmente (Lyceums-Fragmente), 1797
- Fragmente (Athenaeums-Fragmente), 1797–1798
- Lucinde, 1799 – tento román byl klasiky zatracován a romantiky oslavován